# 菲什群島
66°2′S 65°25′W / 66.033°S 65.417°W
菲什群島（英語：Fish Islands）是南極洲的群島，位於葛拉漢地西岸對開海域，處於霍特達爾灣入口處的北部，該群島由英國的探險隊發現和命名。